# Kostel svatého Floriána (Pravčice)
Římskokatolický kostel svatého Floriána v Pravčicích na Kroměřížsku byl postaven v letech 1924 až 1925 u hlavní křižovatky uprostřed obce nedaleko západního konce návsi. Je orientován oltářem k severu, nad vstupem z jižní strany se tyčí hranolová věž. Původně se jednalo o kostel filiální, samostatná farnost byla zřízena v roce 1943.
O výstavbu kostela usilovalo už kostelní družstvo, založené v roce 1899, zahájení výstavby plánované na rok 1914 však bylo znemožněno vypuknutím první světové války. Základní kámen byl proto položen až 15. srpna 1924, stavba podle projektu Ing. Matušky byla financována z darů pravčických občanů nákladem 200 tisíc korun. Oproti původním záměrům byl kostel menší a méně zdobený. Už v roce 1924 byl pro kostel zakoupen barokní oltář, do kostela byl také přenesen obraz svaté Rodiny z kaple sv. Anny, která se nacházela na západním konce návsi a byla zbořena v roce 1924. Po dokončení kostel 30. srpna 1925 benedikoval olomoucký probošt František Valoušek. Ve výklenku nad vchodem do kostela je umístěna socha sv. Floriána pocházející ze zbořené zvonice uprostřed návsi.
V roce 1928 byly pro kostel zakoupeny dva zvony, které byly v roce 1942 zrekvírovány. V roce 1938 získal kostel varhany, v letech 1938 až 1940 byla v blízkosti kostela postavena fara. Nový zvon byl na věž instalován v roce 1973, v letech 1989 až 1990 byl kostel opraven.

## Duchovní správcové
- Vincenc Vávra (farář od 1. srpna 1943, zemřel 5. dubna 1981)
- Josef Zelinka
- Mgr. Ján Čukáš (administrátor excurrendo od července 2005 do června 2010)
- Mgr. Jiří Ševčík (administrátor excurrendo od července 2010 do června 2016)
- Mgr. Jiří Kopřiva (administrátor excurrendo od července 2016)